# Lista de pinturas de João Marques de Oliveira

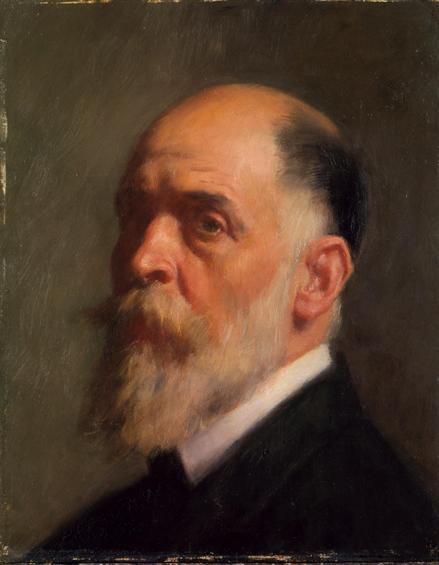
Autorretrato de Marques de Oliveira

Esta é uma lista de pinturas de João Marques de Oliveira, lista não exaustiva das pinturas deste pintor, mas tão só das que como tal se encontram registadas na Wikidata.
A lista está ordenada pela data da publicação de cada pintura. Como nas outras listas geradas a partir da Wikidata, os dados cuja designação se encontra em itálico apenas têm ficha na Wikidata, não tendo ainda artigo próprio criado na Wikipédia.
João Marques de Oliveira (1853-1927) estudou na Academia Portuense de Belas-Artes, de 1864 a 73, e depois com bolsa do Estado vai estudar em Paris, sendo discípulo de Cabanel e de Adolphe Yvon, na École des Beaux-Arts, onde contacta com a Escola de Barbizon e a novidade impressionista. Em 1876 vive em Roma, até meados de 1878, quando regressa a Paris e termina o curso com a pintura Céfalo e Prócris.
Regressa ao Porto onde participa na fundação do Centro Artístico Portuense e na organização das exposições de Arte do Ateneu Comercial do Porto. Lecciona na Academia Portuense, sendo um dos fundadores do Grémio Artístico. A função de professor e a sua participação activa no meio artístico-cultural permitiu-lhe a divulgação do ideal naturalista, tendo-se dedicado em especial ao retrato e à pintura de paisagem, nesta fixando os arredores do Porto e zonas minhotas.
Por vezes incompreendido pela crítica e com menor projecção do que Silva Porto, Marques de Oliveira apresentou propostas de grande modernidade com referências a Manet e Boudin que abandonou para se inclinar para a pintura de género e a um cromatismo melancólico mais facilmente aceites.
| Imagem | Título                                           | Data           | Retrata                          | Coleção                                        | Descrito em |
| ------ | ------------------------------------------------ | -------------- | -------------------------------- | ---------------------------------------------- | ----------- |
|        | Ovelhas                                          | 1872           | ovelha                           | No/unknown value                               |             |
|        | Autorretrato (1876)                              | 1876           | João Marques de Oliveira         | Museu Nacional de Arte Contemporânea do Chiado |             |
|        | O Filho Pródigo                                  | 1877           |                                  |                                                |             |
|        | Céfalo e Prócris                                 | 1879           | Céfalo Prócris                   | Museu Nacional de Soares dos Reis              |             |
|        | Retrato do Professor José Luís Monteiro          | 1879           | José Luís Monteiro               | Museu Nacional de Soares dos Reis              |             |
|        | Retrato de Manuel Teixeira Gomes                 | 1881           | Manuel Teixeira Gomes            | Museu Nacional de Soares dos Reis              |             |
|        | Retrato de Soares dos Reis                       | 1881           | António Soares dos Reis          | Museu Nacional de Soares dos Reis              |             |
|        | Escultor Soares dos Reis                         | 1882           | António Soares dos Reis escultor | No/unknown value                               |             |
|        | Praia de banhos, Póvoa de Varzim                 | 1884           |                                  | Museu Nacional de Arte Contemporânea do Chiado |             |
|        | Interior (Costureiras trabalhando)               | 1884           |                                  | Museu Nacional de Soares dos Reis              |             |
|        | Póvoa de Varzim                                  | 1884           |                                  | No/unknown value                               |             |
|        | Menino com arco                                  | 1885           |                                  | No/unknown value                               |             |
|        | Praia com figuras e barcos                       | 1887           |                                  | No/unknown value                               |             |
|        | Lavadeira                                        | 1890           |                                  | No/unknown value                               |             |
|        | À espera dos barcos                              | 1892           |                                  | Museu Nacional de Arte Contemporânea do Chiado |             |
|        | Mordomo                                          | 1892           |                                  | No/unknown value                               |             |
|        | Nú masculino                                     | século XIX     |                                  | No/unknown value                               |             |
|        | O Filho Pródigo                                  | século XIX     |                                  | No/unknown value                               |             |
|        | A Torre de Belém                                 | década de 1900 | Torre de Belém barco Rio Tejo    | No/unknown value                               |             |
|        | Marinha. Póvoa do Varzim. Impressão              | século XIX     |                                  | Museu de José Malhoa                           |             |
|        | Praia de Pescadores (Póvoa de Varzim), impressão | século XIX     |                                  | Museu de José Malhoa                           |             |
|        | Anta (arredores de Espinho)                      | 1900           |                                  | Casa-Museu Dr. Anastácio Gonçalves             |             |
|        | Lisboa - trecho junto ao Tejo                    | 1908           |                                  | No/unknown value                               |             |
|        | Marinha                                          | 1908           |                                  | Casa-Museu Dr. Anastácio Gonçalves             |             |
|        | As Mêdas - Fim de tarde                          | 1917           |                                  | No/unknown value                               |             |
|        | Autorretrato                                     | década de 1920 | João Marques de Oliveira         | Museu Nacional de Soares dos Reis              |             |
|        | Rapaz                                            | 1922           |                                  | No/unknown value                               |             |

∑ 27 items.